# 路易吉·龙卡利亚
路易吉·龙卡利亚（義大利語：Luigi Roncaglia，1943年6月10日—），意大利男子自行车运动员。他曾代表意大利参加1964年和1968年夏季奥林匹克运动会自行车比赛，共获得一枚银牌和一枚铜牌。